# Sumber Kulon
Sumber Kulon is een bestuurslaag in het regentschap Majalengka van de provincie West-Java, Indonesië. Sumber Kulon telt 3090 inwoners (volkstelling 2010).